# Joneso (California)
Joneso è una città fantasma degli Stati Uniti d'America situata nella Contea di Kings, nello Stato della California. Si trovava a una distanza di circa 18 km a sudest di Kingston.
Un ufficio postale fu attivo a Joneso dal 1874 al 1979.